# Martin Grover
Martin Grover, född 20 oktober 1811 i Hartwick, New York, död 23 augusti 1875 i Angelica, New York, var en amerikansk politiker (demokrat). Han var ledamot av USA:s representanthus 1845–1847.
Grover efterträdde 1845 William Spring Hubbell som kongressledamot och efterträddes 1847 av David Rumsey.
Grover är begravd på Angelica Cemetery i Angelica i delstaten New York.